# Villaquilambre
Villaquilambre – gmina w Hiszpanii, w prowincji León, w Kastylii i León, o powierzchni 52,69 km². W 2011 roku gmina liczyła 18 124 mieszkańców.